# Gibberula aurata
Gibberula aurata is een slakkensoort uit de familie van de Cystiscidae. De wetenschappelijke naam van de soort is voor het eerst geldig gepubliceerd in 1912 door Bavay in Dautzenberg.